# 捷克卡梅尼采

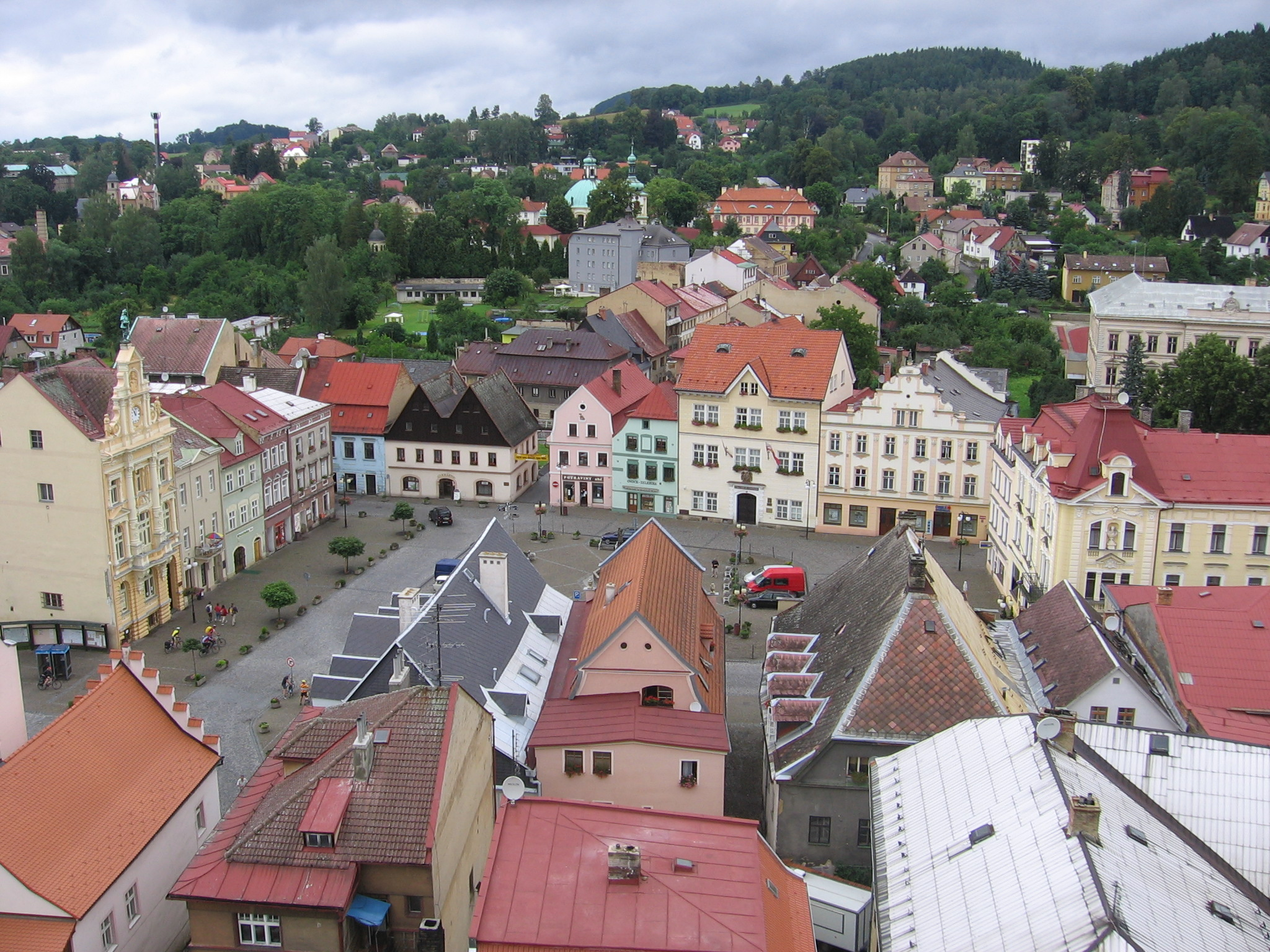

捷克卡梅尼采，德语：Böhmisch Kamnitz，波西米亚的卡梅尼斯。是捷克的城鎮，位於該國西北部，由烏斯季州負責管轄，始建於十三世紀，面積38.76平方公里，海拔高度301米，鎮上的城堡於十七世紀重建，2005年人口5,473。

## 外部連結
- Municipal website (in Czech) （页面存档备份，存于）
- Microregion Českokamenicko (in Czech) （页面存档备份，存于）
- Historical Picture Postcards of Česká Kamenice
- virtual show （页面存档备份，存于）